# Xanthomixis apperti
Il tetraka di Appert o bulverde di Appert (Xanthomixis apperti (Colston, 1972)) è un uccello passeriforme della famiglia Bernieridae.

## Etimologia
Il nome scientifico della specie, apperti, rappresenta un omaggio a Otto Appert, missionario e naturalista svizzero che ne ottenne gli esemplari poi utilizzati per la descrizione scientifica.

## Descrizione

### Dimensioni
Misura 15 cm di lunghezza, per 11-17 g di peso.

### Aspetto
Si tratta di uccelletti dall'aspetto robusto, muniti di grossa testa allungata e squadrata, caratteristico becco sottile e appuntito con mandibola inferiore lievemente convessa nella sua parte centrale, ali arrotondate e coda dall'estremità arrotondata.
Il piumaggio si presenta di colore bruno-verdastro nelle parti superiori (più scuro sulle ali e sulla coda, dove diviene bruno-nerastro), mentre la testa è di color grigio cenere con sopracciglio e gola di colore biancastro, ventre e sottocoda dello stesso colore e petto e fianchi di color giallo limone.
Il becco è nero superiormente e rosa-arancio (più scuro all'apice) inferiormente, le zampe sono grigio-nerastre e gli occhi sono di color bruno scuro.

## Biologia
Si tratta di uccelli dalle abitudini di vita diurne, che vivono da soli, in coppie o al più in piccoli gruppi familiari che posson contare fino a 8 individui, talora in associazione col tetraka beccolungo.
Il loro richiamo è composto da una veloce serie di note trillanti ripetute.

### Alimentazione
È una specie prevalentemente insettivora, che si nutre di insetti ed altri piccoli invertebrati che cattura sia sugli alberi che sul terreno.

### Riproduzione
Mancano informazioni sulla riproduzione della specie (fatta salva l'osservazione di esemplari giovanili in aprile), che tuttavia molto verosimilmente non differisce in maniera significativa da quella degli altri tetraka.

## Distribuzione e habitat
Il tetraka di Appert è endemico del Madagascar, del quale popola una zona molto ristretta nella porzione sud-occidentale del Paese, corrispondente al parco nazionale di Zombitse-Vohibasia (dove la specie stata osservata per la prima volta) e l'area di Analavelona.
Il suo habitat tipico è la foresta decidua secca collinare e pedemontana fra i 600 e gli 800 m di quota, con una popolazione che abita una porzione relitta di foresta sempreverde.

## Conservazione
Per la ristrettezza del suo areale e la continua riduzione del suo habitat a causa della deforestazione, il tetraka di Appert è classificato dall'IUCN come "vulnerabile" (VU).